# Kønsrolle
Kønsrolle er et sæt normer for hvordan en person med et bestemt køn skal opføre sig i et samfund eller system. Den viser hvilke forventninger som er knyttet til det at være pige/kvinde eller dreng/mand. Traditionelle opfattelser er for eksempel at mænd bør interessere sig for biler, og at kvinder bør lave mad i hjemmet. Der kan være mange forskellige årsager til denne opdeling:
- Religion
- Teknologisk udvikling
- Arbejdsdeling
- Socialisering
- Kultur
- kvindelighed
- Sociologi
- Genetisk arv[1][2][3]